# Банмахон

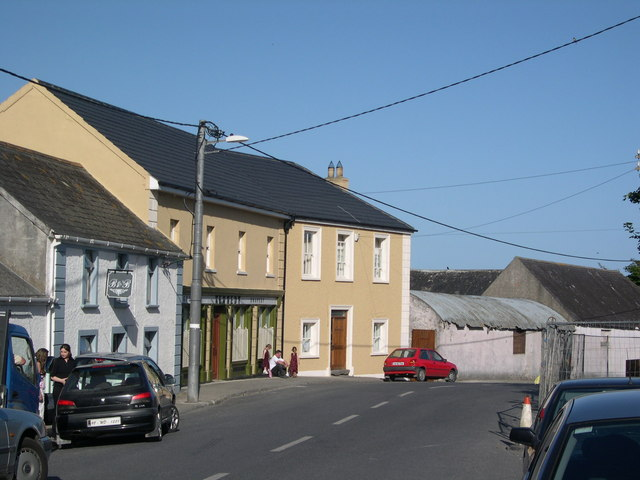

Банмахон (англ. Bunmahon; ирл. Bun Machan, «конец Махона») — деревня в Ирландии, находится в графстве Уотерфорд (провинция Манстер) в устье реки Махон.